# Аймазимахи
Аймазимахи (дарг. ГӀяймазимахьи, в пер. — хутор на выгоне) — село в Сергокалинском районе Дагестана.
Входит в состав Дегвинской сельской администрации (включает село Дегва и село Аймазимахи).

## География
Село расположено в 16 км к юго-западу от районного центра — села Сергокала.

## Население
| 1939 | 1970 | 1989 | 2002 | 2010 | 2021 |
| ---- | ---- | ---- | ---- | ---- | ---- |
| 124  | ↘117 | ↘10  | ↘0   | →0   | →0   |

- Бывшее даргинское село.

## Достопримечательности
- Могильник (VI — X вв. н. э. — близ с.).
- Поселение (близ могильника).
- Памятник землякам, погибшим в годы ВОВ.